# 八重樫東
八重樫 東（やえがし あきら、1983年2月25日 - ）は、日本の元プロボクサー。岩手県北上市出身。大橋ボクシングジム所属。元WBA世界ミニマム級王者。元IBF世界ライトフライ級王者。元WBC世界フライ級王者。世界3階級制覇王者。
WBA、WBC、IBF各団体の最上位の世界王座だけで3階級制覇を達成した、初の日本人王者。

## 人物
名前は「東」と書いて「あきら」と読む。大抵は「ひがし」あるいは「あずま」と読まれてしまうため、2011年10月の時点では、初対面の人に正しい読み方で名前を呼ばれたことがなかった。なぜこのような読みになったかは「よくわからない」とのことで、本人はスポーツ紙の取材に対し「世界王者になったら両親に由来を聞こうと思っているが、その代わり負けたら一生聞かない」と語っている。名前の由来は自伝「我、弱き者ゆえに 弱者による勝利のマネジメント術」にて判明。血液型はO型。
2010年10月に結婚。現在夫人との間に長男（夫人の連れ子）と長女（同年11月に誕生）がいる。
世界王座を獲得した翌日の2011年10月25日、「これからどのようなチャンピオンになりたいか」と問われて、内山高志や川嶋勝重のような世界チャンピオンになりたいと語っている。
2013年10月13日、「いわて北上マラソン」にゲスト参加、4時間6分でフルマラソンを完走した。
2016年12月からプラチナムプロダクションと専属マネージメント・サポート契約を結んでいる。

引退後はプロボクシングの試合解説や、大橋ジムのトレーナーとして活動している。

### 飲食店経営
横浜市の瀬谷駅前の雑居ビル2Fにスポーツバー「居酒屋ダイニングカウント8」に出資して、妻と友人が共同経営している。客足が伸びず赤字続きであったことから『坂上&指原のつぶれない店』で丹道夫によって経営改革指導が行われ、2019年11月に放映されている。

## 来歴

### アマチュア時代
岩手県立黒沢尻工業高等学校で2000年のインターハイでモスキート級優勝。その後拓殖大学に進学し、2002年の国体でライトフライ級優勝。副主将も務めた。アマチュア戦績は70戦56勝（15KO・RSC）14敗。卒業後、大橋ジムに入門。

### プロ転向後

#### ミニマム級
2005年3月26日、プロデビュー。デビュー以来3試合連続で2回以内でのKO勝利を収め、4試合目は3-0の判定勝利。

##### OPBF東洋太平洋王座獲得
2006年4月3日、横浜文化体育館でウィラサック・チュワタナとのOPBF東洋太平洋ミニマム級王座決定戦に挑み5回KO勝利、三原正、小島英次と並び当時日本最速タイ記録となるプロ5戦目で王座を獲得した（2013年にジムの後輩井上尚弥も並ぶが、2014年に田中恒成に更新された）。同年9月18日、リエンペット・ソー・ウィラポンを下し初防衛に成功。2007年2月、世界挑戦のため、OPBF東洋太平洋ミニマム王座を返上した。

##### 世界初挑戦
2007年6月4日、パシフィコ横浜でイーグル京和の持つWBC世界ミニマム級王座に挑戦したが、2回に偶然のバッティングから顎を2か所骨折し、0-3の判定負けを喫し戴冠ならず。試合前、所属ジム会長の大橋秀行は当時としてプロ最短を更新する7戦目で世界タイトルを獲得させるとコメントしていたが、達成できなかった（後に井岡一翔がプロ7戦目での世界タイトル奪取を達成）。
2008年4月30日、骨折後の復帰戦に3-0の判定勝ちを収めたが、同年2008年7月1日、日本タイトル挑戦権獲得トーナメント準決勝で辻昌建に判定負けで敗れ、決勝進出はできなかった。同年10月18日、復帰戦で須田拓弥とライトフライ級8回戦を行い、判定勝利を収めた。

##### 日本王座獲得
2009年6月21日、松下IMPホールで空位の日本ミニマム級王座決定戦を日本ミニマム級3位として日本ミニマム級1位の堀川謙一と争い、3-0（96-95、97-95、97-94）の判定勝利で王座を獲得した。
2009年9月5日、4度目の王座挑戦となる日本ミニマム級1位の金田淳一朗と対戦。接近しての打ち合いを仕掛ける金田に対し足を使ってカウンターを放ちながら、中盤以降は打ち合いにも応じて激しい打撃戦となり、3-0（98-92、98-92、99-91）の判定勝利で同王座の初防衛に成功した。八重樫はこの試合に対し、東日本ボクシング協会の平成21年9月度月間最優秀選手賞を受けた。
2010年5月1日、日本ミニマム級1位の武市晃輔と対戦し、初回にダウンを喫したが3-0の判定勝利で2度目の防衛に成功した。同年10月に結婚。当時の八重樫は故障が多く、会長の大橋からは結婚を機に引退を勧められたが、夫人からは「もっとボクシングをしている姿を見たい」と言われ、現役を続けた。
大橋はこの引退勧告について「当時の彼（八重樫）からは、何が何でも勝つという気迫や覚悟が感じられなくなっていた。これはボクサーにとって致命的な欠点で、これ以上続けても怪我を増やすだけだと思い引退を勧めた」と2014年末にNHKから受けたインタビュー内で事情を明かした。大橋はその様子を「私もボクサーだったので、一緒にいれば雰囲気で分かる。試合前の控室でも緊張感が無く、とにかく場の空気が軽かった」と表現している。八重樫が今までのアウトボクシングから、極端なインファイターに転向するという大幅なスタイル改造に着手したのはこの時期である。

##### WBA世界王座獲得
2011年10月24日、WBA世界ミニマム級王者ポンサワン・ポープラムック（タイ）に挑戦し、序盤から激しい打ち合いに終始した末に10回TKO勝ちを収めて、4年ぶり2度目の挑戦で世界王座の獲得に成功。岩手県出身の初の世界王者となった。
会長の大橋によると、八重樫の持ち味である技術を生かしたボクシングとは違った展開であったが、試合前に八重樫自身は『ボクシング・ビート』誌の取材に応じて、「前半から勝負します。どうせ最後は頑張れるんですから」と言い、「どこまでさばけるか、とみんなそれを作戦にする。でもポンサワンは自分がどうされるのか知っているんです。ですから……」と打ち合いも辞さない覚悟を示していた。実際にポンサワンは試合直前の公開練習で「逃げないで前に出てこい!! ランナーではないのだから」と八重樫を挑発している。また同誌ではトレーナーの松本好二も、序盤で相手を消耗させるプランを立てながら、それでも王者は中盤以降に絶対に出てくると言い、そこで八重樫が泥臭い好試合を演じるだろうことを予測。そこでの戦い方が勝敗を分けるだろうと語っていた。
八重樫は「試合が終わるまで怖かった」が、「子供たちのお陰で何とか戦うことができました」と話し、ポンサワンは「八重樫は強かった。（足を使って）逃げるのかと思ったが、前へ出てきたので、印象が違った」とコメントしている。
この試合はESPN.comのダン・ラファエルが年間最高試合に選出、Grantland.comでは、『リング』誌の元編集長で現在はBWAA（全米ボクシング記者協会）メンバーのエリック・ラスキンがYouTubeで観たこの試合を年間最高試合と位置付け、ラスキンによる同様の記事は英国の月刊専門誌『ボクシング・マンスリー』2012年1月号にも掲載されている。BWAAのメンバーで『リング』誌のランキング諮問委員も務めるクリフ・ロールドはBoxingScene.comの年間最高試合賞に選出し、その8回を最高ラウンドとしている。この他、BoxingScene.comの記事で紹介されているように、TheSweetScience.comではラスキンと『ESPN』誌の記者マイケル・ウッズが年間最高試合賞に選び、ラスキンもその8回を最高ラウンドとしており、MaxBoxing.comでは早くからTwitterでこの試合をミッキー・ウォード対アルツロ・ガッティ初戦のアジア版だと言って周知を促していたスティーブ・キムがこの試合を同賞の1位に選び、その9回を最高ラウンドとしている。
また、WBAの年間賞では「最も劇的な試合」(Most Dramatic Fight of the Year) に選出された。

##### 日本初の2団体世界王座統一戦
2012年4月9日、ザ・リッツ・カールトン大阪でWBC同級王者・井岡一翔とのWBA・WBC団体王座統一戦が組まれることが発表された。これは異なる階級の女子世界王者同士で争われた多田悦子と富樫直美の統一戦を除き、日本初の団体王座統一戦であった。
4月の時点で八重樫の体は、最大酸素摂取量がサッカー日本代表に匹敵する数値を示し、全身持久力には優れていたが、乳酸が血中に貯まりやすく、疲労のピークに達するのが早かった。同月からはフィジカルトレーナー・土居進（プロボクシングでは鳥海純、湯場忠志、内山高志、河野公平らを指導）の指導の下で肉体改造に取り組んでいる
2012年6月20日、大阪市の大阪府立体育会館において、自身の王座初防衛戦としてWBC同級王者・井岡一翔とのWBA・WBC王座統一戦に臨んだ。試合は序盤から互角の戦いとなり、試合途中で目を大きく腫らしながらも果敢に井岡と打撃戦を演じ、クリーンヒットを見舞うなど、自分の持ち味をフルに生かした戦いを見せた。試合は最終ラウンドまでもつれ込み、際どい判定ながらも井岡に対して0-3（113-115×2、114-115）の判定負けという結果に終わり、八重樫は王座を失った。
2013年1月5日、後楽園ホールにて50キロ契約10回戦でABCOコンチネンタルフライ級王者センムアンルーイ・ゴーキャットジム（タイ）との再起戦を行い、9回2分52秒KO勝ちを収めた。

#### フライ級

##### WBC世界王座獲得
2013年4月8日、東京・両国国技館にてWBC世界フライ級王者五十嵐俊幸に挑戦。序盤からペースを握り、11回にはダウン寸前まで追い込む攻撃を見せる。結果は12回3-0（117-108、116-109、115-110）最大9点差がつく大差判定勝ち。飛び級での2階級制覇に成功するとともに五十嵐が保有していたリングマガジン認定フライ級王座を獲得した。また同時に、ボクシングライターらが組織するTBRB（トランスナショナル・ボクシング・ランキング委員会）からもフライ級王者として認定された。
2013年8月12日、東京・大田区総合体育館にて同級10位のオスカル・ブランケット（メキシコ）を相手に初防衛戦を行い、8回にダウンを奪うなど優位に試合を進め、12回3-0（115-111、2者が116-110）の判定勝ちで初防衛に成功した。
2013年10月21日、後楽園ホールにて次の試合で自身が持つ東洋太平洋王座最短奪取タイ記録に挑む後輩、井上尚弥とエキシビション。
2013年12月6日、両国国技館にて同級1位で元WBC世界ライトフライ級王者エドガル・ソーサ（メキシコ）と対戦し、12回3-0（116-112、2者が117-111）の判定勝ちで2度目の防衛に成功した。
2014年4月6日、大田区総合体育館にて同級8位のオディロン・サレタ（メキシコ）と対戦し、9回2分14秒KO勝ちを収め3度目の防衛に成功した。
2014年9月5日、国立代々木第二体育館にて同級1位で元2階級制覇王者ローマン・ゴンサレス（ニカラグア）と対戦するが、初のKO負けとなる9回2分24秒TKO負けを喫し4度目の防衛に失敗し王座から陥落した。

#### ライトフライ級

##### 3階級制覇への挑戦
2014年12月30日、東京体育館にて井上尚弥の王座返上に伴いWBC世界ライトフライ級1位のペドロ・ゲバラ（メキシコ）とWBC世界ライトフライ級王座決定戦を行い、7回2分45秒KO負けを喫し3階級制覇に失敗した。

#### スーパーフライ級
2015年3月6日、現役続行を表明し、再起戦を同年5月初旬に行うことも併せて発表した。
2015年5月1日、ソンセーンレック・ポスワンジム（タイ）とノンタイトル8回戦を行い、2回2分5秒でTKO勝ちを収め再起を果たした。試合後のインタビューで八重樫は、井岡一翔との再戦について「挑戦できたら面白い。やり甲斐がある」と述べ、フライ級への復帰を示唆した。

#### ライトフライ級

##### 日本人初、メジャー団体の最上位の世界王座だけで3階級制覇を達成[4]
2015年12月29日、有明コロシアムでIBF世界ライトフライ級王者ハビエル・メンドーサ（メキシコ）と対戦し、12回3-0（117-111、119-109、120-107） の判定勝ちを収め日本人男子3人目となる3階級制覇を達成した。WBA、WBC、IBF各団体の最上位の世界王座だけで3階級制覇を達成した、初の日本人王者となった。
2016年5月8日、有明コロシアムでIBF世界ライトフライ級10位のマルティン・テクアペトラと対戦し、12回2-1（115-113、116-113、113-115）の判定勝ちを収め苦しみながらも初防衛に成功した。
2016年12月30日、有明コロシアムで当初は暫定王者のミラン・メリンドと王座統一戦を行う予定だったがメリンドが鼻を負傷し試合出場を辞退した為、IBF世界ミニマム級8位のサマートレック・ゴーキャットジムと対戦し、12回2分13秒TKO勝ちを収め2度目の防衛に成功した。
2017年5月21日、有明コロシアムで暫定王者のミラン・メリンドと王座統一戦を行い、初回2分45秒TKO負けを喫し王座統一（記録上は3度目の防衛）に失敗、1年6ヵ月保持していた正規王座をメリンドに明け渡す結果となった。

#### スーパーフライ級
2018年3月26日、後楽園ホールでインドネシア・フライ級王者のフランス・ダムール・パルーとスーパーフライ級10回戦を行い、2回2分24秒TKO勝ちを収め再起に成功した。
2018年8月17日、後楽園ホールで元WBOアジア太平洋スーパーフライ級王者の向井寛史と対戦し、7回2分55秒TKO勝ちを収めた。
2019年4月8日、後楽園ホールでタイ国スーパーフライ級8位のサハパープ・ブンオップと対戦し、2回2分25秒TKO勝ちを収めた。

#### フライ級

##### フライ級王座挑戦
2019年12月23日、横浜アリーナでIBF世界フライ級王者のモルティ・ムザラネに挑戦。勝てば日本人最年長王者となったが、9回2分54秒TKO負けを喫した。

#### 現役引退
2020年9月1日、大橋ジムでオンラインの記者会見を開き、現役引退を発表した。今後は飲食店を経営しながら、フジテレビのボクシング番組「ダイヤモンドグローブ」の解説や、タレント活動をやりながら、大橋ジムのトレーナーとして活動していく。
2021年2月11日、国立代々木競技場で開催のチャリティーボクシングイベント『LEGEND』でWBA世界ライトフライ級スーパー王者・京口紘人と対戦した。

## 戦績
- アマチュアボクシング：70戦 56勝 (15KO・RSC) 14敗[12]
- プロボクシング：35戦 28勝 (16KO) 7敗

| 戦           | 日付           | 勝敗 | 時間     | 内容    | 対戦相手                             | 国籍             | 備考                                                      |
| ------------ | -------------- | ---- | -------- | ------- | ------------------------------------ | ---------------- | --------------------------------------------------------- |
| 1            | 2005年3月26日  | ☆    | 1R 1:20  | KO      | 中山智善 （黒潮）                    | 日本             | プロデビュー戦                                            |
| 2            | 2005年5月18日  | ☆    | 1R 2:50  | KO      | プーンサワット・ウアサムパン         | タイ             |                                                           |
| 3            | 2005年8月22日  | ☆    | 2R 1:38  | KO      | ダンチャイ・シッサイトーン           | タイ             |                                                           |
| 4            | 2005年12月5日  | ☆    | 10R      | 判定3-0 | エルマー・ゲホン                     | フィリピン       |                                                           |
| 5            | 2006年4月3日   | ☆    | 5R 2:19  | KO      | ウィラサック・チュワタナ             | タイ             | OPBF東洋太平洋ミニマム級王座決定戦                        |
| 6            | 2006年9月18日  | ☆    | 1R 2:55  | KO      | リエンペット・ソー・ウィラポン       | タイ             | OPBF防衛1                                                 |
| 7            | 2007年6月4日   | ★    | 12R      | 判定0-3 | イーグル京和 （角海老宝石）          | タイ             | WBC世界ミニマム級タイトルマッチ                           |
| 8            | 2008年4月30日  | ☆    | 10R      | 判定3-0 | 久田恭裕 （横浜さくら）              | 日本             |                                                           |
| 9            | 2008年7月1日   | ★    | 6R       | 判定0-2 | 辻昌建 （帝拳）                      | 日本             | 日本タイトル挑戦権獲得トーナメント準決勝                  |
| 10           | 2008年9月15日  | ☆    | 2R 2:35  | TKO     | トンタイレック・ソー・タナピンヨー   | タイ             |                                                           |
| 11           | 2008年10月18日 | ☆    | 8R       | 判定3-0 | 須田拓弥 （沼田）                    | 日本             |                                                           |
| 12           | 2009年3月17日  | ☆    | 3R 2:11  | TKO     | ウォーラウット・ウォーポーシサケット | タイ             |                                                           |
| 13           | 2009年6月21日  | ☆    | 10R      | 判定3-0 | 堀川謙一 （SFマキ）                  | 日本             | 日本ミニマム級王座決定戦                                  |
| 14           | 2009年9月5日   | ☆    | 10R      | 判定3-0 | 金田淳一朗 （白井・具志堅）          | 日本             | 日本王座防衛1                                             |
| 15           | 2010年5月1日   | ☆    | 10R      | 判定3-0 | 武市晃輔 （金沢）                    | 日本             | 日本王座防衛2                                             |
| 16           | 2011年4月2日   | ☆    | 10R      | 判定3-0 | 田中教仁 （ドリーム）                | 日本             | 日本王座防衛3                                             |
| 17           | 2011年10月24日 | ☆    | 10R 2:38 | TKO     | ポンサワン・ポープラムック           | タイ             | WBA世界ミニマム級タイトルマッチ                           |
| 18           | 2012年6月20日  | ★    | 12R      | 判定0-3 | 井岡一翔 （井岡）                    | 日本             | WBA・WBC世界ミニマム級王座統一戦 WBA陥落                  |
| 19           | 2013年1月5日   | ☆    | 9R 2:52  | KO      | センムアンルーイ・ゴーキャットジム   | タイ             |                                                           |
| 20           | 2013年4月8日   | ☆    | 12R      | 判定3-0 | 五十嵐俊幸（帝拳）                   | 日本             | WBC世界フライ級タイトルマッチ WBC・リングマガジン王座獲得 |
| 21           | 2013年8月12日  | ☆    | 12R      | 判定3-0 | オスカル・ブランケット               | メキシコ         | WBC防衛1                                                  |
| 22           | 2013年12月6日  | ☆    | 12R      | 判定3-0 | エドガル・ソーサ                     | メキシコ         | WBC防衛2                                                  |
| 23           | 2014年4月6日   | ☆    | 9R 2:14  | KO      | オディロン・サレタ                   | メキシコ         | WBC防衛3                                                  |
| 24           | 2014年9月5日   | ★    | 9R 2:24  | TKO     | ローマン・ゴンサレス（帝拳）         | ニカラグア       | WBC陥落                                                   |
| 25           | 2014年12月30日 | ★    | 7R 2:45  | KO      | ペドロ・ゲバラ                       | メキシコ         | WBC世界ライトフライ級王座決定戦                           |
| 26           | 2015年5月1日   | ☆    | 2R 2:05  | TKO     | ソンセーンレック・ポスワンジム       | タイ             |                                                           |
| 27           | 2015年8月20日  | ☆    | 3R 1:10  | KO      | サイド・サイド                       | インドネシア     |                                                           |
| 28           | 2015年12月29日 | ☆    | 12R      | 判定3-0 | ハビエル・メンドーサ                 | メキシコ         | IBF世界ライトフライ級タイトルマッチ                       |
| 29           | 2016年5月8日   | ☆    | 12R      | 判定2-1 | マルティン・テクアペトラ             | メキシコ         | IBF防衛1                                                  |
| 30           | 2016年12月30日 | ☆    | 12R 2:13 | TKO     | サマートレック・ゴーキャットジム     | タイ             | IBF防衛2                                                  |
| 31           | 2017年5月21日  | ★    | 1R 2:45  | TKO     | ミラン・メリンド                     | フィリピン       | IBF世界ライトフライ級王座統一戦 IBF陥落                   |
| 32           | 2018年3月26日  | ☆    | 2R 2:24  | TKO     | フランス・ダムール・パルー           | インドネシア     |                                                           |
| 33           | 2018年8月17日  | ☆    | 7R 2:55  | TKO     | 向井寛史（六島）                     | 日本             |                                                           |
| 34           | 2019年4月8日   | ☆    | 2R 2:25  | TKO     | サハパップ・ブノップ                 | タイ             |                                                           |
| 35           | 2019年12月23日 | ★    | 9R 2:54  | TKO     | モルティ・ムザラネ                   | 南アフリカ共和国 | IBF世界フライ級タイトルマッチ                             |
| テンプレート |                |      |          |         |                                      |                  |                                                           |

## 獲得タイトル

### アマチュア
- 第54回全国高等学校総合体育大会（インターハイ） モスキート級優勝（2000年）[9]
- 第57回国民体育大会 ライトフライ級優勝（2002年）[10]

### プロ
- OPBF東洋太平洋ミニマム級王座（防衛1=返上）
- 日本ミニマム級王座（防衛3=返上）
- WBA世界ミニマム級王座（防衛0）
- WBC世界フライ級王座（防衛3）
- IBF世界ライトフライ級王座（防衛2）
- リングマガジン世界フライ級王座

## 主な受賞歴
- プロ・アマチュア年間表彰
  - 2006年度プロ部門 新鋭賞[84]
  - 2011年度プロ部門 敢闘賞[85]
  - 2012年度プロ部門 年間最高試合賞（=2012年6月20日 WBA・WBC世界ミニマム級王座統一戦 井岡一翔 vs. 八重樫東）
  - 2013年度プロ部門 敢闘賞
  - 2015年度プロ部門 敢闘賞
  - 20年度プロボクシング部門 特別賞[86]
- ESPN.com 年間最高試合賞（2011年）[36]
- BoxingsScene.com 年間最高試合賞（2011年）[40]
- WBA 最も劇的な試合賞（2011年）[50]

## メディア出演

### テレビ
- 土曜プレミアム 「黄金のバンタム」を破った男〜ファイティング原田物語〜（2014年2月22日、フジテレビ） - 練習生 役
- めちゃ×2イケてるッ! 春の3時間超SP!【赤恥トップアスリート抜き打ち学力テスト】（2015年4月4日、フジテレビ）
- VS嵐（2019年7月25日、フジテレビ）
- ジャンクSPORTS（2019年8月11日、フジテレビ）
- 坂上&指原のつぶれない店（2019年11月10日・12月1日、TBSテレビ）
- FNS27時間テレビ（2023年7月23日、フジテレビ）

### ミュージックビデオ
- LOW IQ 01「Thorn in My Side」(2019年4月23日)

### 映像資料
1. 1 2  ボクシング 八重樫東選手 「一夜明け会見」 (2011年10月25日の記者会見の模様). テレビ東京公式YouTubeチャンネル. 30 October 2011.  該当時間: 4:24（大橋）、11:44（八重樫）. 2012年7月4日閲覧.
2. 1 2  WBA世界ミニマム級タイトルマッチ ポンサワン×八重樫8R (テレビ番組). テレビ東京公式YouTubeチャンネル. 24 October 2011. 2012年7月1日閲覧.
3. ↑  WBA世界ミニマム級タイトルマッチ ポンサワン×八重樫9R (テレビ番組). テレビ東京公式YouTubeチャンネル. 24 October 2011. 2012年7月1日閲覧.
4. ↑  『TBS『WBA・WBC世界ミニマム級王座統一戦』』（開催発表会見の動画）TBSテレビ公式ウェブサイト、2012年6月26日。2012年6月29日閲覧。